# سیارک ۵۰۶۴
سیارک ۵۰۶۴ (به انگلیسی: 5064 Tanchozuru، نامگذاری:1990FS) پنج هزار و شصت و چهارمین سیارک کشف شده‌است که در ۱۶ مارس ۱۹۹۰ کشف شد.
قدر مطلق سیارک برابر ۱۲٫۸۰ است.